# Mistrovství světa v alpském lyžování 2013
Mistrovství světa v alpském lyžování 2013, v pořadí 42. ročník, se konalo v rakouském Schladmingu od 4. do 17. února 2013.
Schladming již tuto událost hostil v roce 1982. Dějiště mistrovství světa bylo vybráno Mezinárodní lyžařskou federací 29. května 2008 v jihoafrickém Kapském Městě. Schladming původně žádal již o uspořádání MS 2011.
Soutěže se odehrávaly v lyžařském středisku Planai.

## Základní informace
| Úterý – 5. února    | Super-G – Ž       | 1331 m n. m. | 771 m | 560 m | 2 218 m | 48 % |
| Středa – 6. února   | Super-G – M       | 1348         | 777   | 571   | 1 885   | 52   |
| Pátek – 8. února    | Sjezd – (sk) – Ž  | 1479         | 771   | 708   | 3050    |      |
| Pátek – 8. února    | Slalom – (sk) – Ž | 940          | 745   | 195   |         |      |
| Sobota – 9. února   | Sjezd – M         | 1753         | 777   | 976   | 3334    |      |
| Neděle – 10. února  | Sjezd – Ž         | 1479         | 771   | 708   | 3050    |      |
| Pondělí – 11. února | Sjezd – (sk) – M  | 1753         | 777   | 976   | 3366    |      |
| Pondělí – 11. února | Slalom – (sk) – M | 963          | 745   | 218   |         |      |
| Čtvrtek – 14. února | Obří slalom – Ž   | 1105         | 745   | 360   |         |      |
| Pátek – 15. února   | Obří slalom – M   | 1148         | 745   | 403   |         |      |
| Sobota – 16. února  | Slalom – Ž        | 940          | 745   | 195   |         |      |
| Neděle – 17. února  | Slalom – M        | 961          | 745   | 216   |         |      |

## Medailisté

### Muži
| Soutěž         | Zlato              | Stříbro               | Bronz              |
| Sjezd          | Aksel Lund Svindal | Dominik Paris         | David Poisson      |
| Super-G        | Ted Ligety         | Gauthier de Tessières | Aksel Lund Svindal |
| Obří slalom    | Ted Ligety         | Marcel Hirscher       | Manfred Mölgg      |
| Slalom         | Marcel Hirscher    | Felix Neureuther      | Mario Matt         |
| Superkombinace | Ted Ligety         | Ivica Kostelić        | Romed Baumann      |

### Ženy
| Soutěž         | Zlato                   | Stříbro                 | Bronz                   |
| Sjezd          | Marion Rollandová       | Nadia Fanchiniová       | Maria Höflová-Rieschová |
| Super-G        | Tina Mazeová            | Lara Gutová-Behramiová  | Julia Mancusová         |
| Obří slalom    | Tessa Worleyová         | Tina Mazeová            | Anna Fenningerová       |
| Slalom         | Mikaela Shiffrinová     | Michaela Kirchgasserová | Frida Hansdotterová     |
| Superkombinace | Maria Höflová-Rieschová | Tina Mazeová            | Nicole Hospová          |

### Družstva
| Soutěž          | Zlato | Stříbro | Bronz |
| Soutěž družstev | Rakousko Nicole Hospová Michaela Kirchgasserová Carmen Thalmannová Marcel Hirscher Marcel Mathis Philipp Schörghofer | Švédsko Nathalie Eklundová Frida Hansdotterová Maria Pietiläová Holmnerová Jens Byggmark Mattias Hargin André Myhrer | Německo Lena Dürrová Maria Höflová-Rieschová Veronique Hroneková Fritz Dopfer Stefan Luitz Felix Neureuther |

## Přehled medailí
| Pořadí         | Stát                   | Zlato | Stříbro | Bronz | Celkově |
| 1.             | Spojené státy americké | 4     | 0       | 1     | 5       |
| 2.             | Rakousko               | 2     | 2       | 4     | 8       |
| 3.             | Francie                | 2     | 1       | 1     | 4       |
| 4.             | Slovinsko              | 1     | 2       | 0     | 3       |
| 5.             | Německo                | 1     | 1       | 2     | 4       |
| 6.             | Itálie                 | 0     | 2       | 1     | 3       |
| 7.             | Norsko                 | 1     | 0       | 1     | 2       |
| 8.             | Chorvatsko             | 0     | 1       | 0     | 1       |
| 8.             | Švédsko                | 0     | 1       | 1     | 2       |
| 8.             | Švýcarsko              | 0     | 1       | 0     | 1       |
| Medailové sady | Medailové sady         | 11    | 11      | 11    | 33      |

Legenda

## Účastnické státy
Na Mistrovství světa 2013 startovalo 609 závodníků ze 70 států. Malta zaznamenala historicky první účast na šampionátu.
- Albánie (1)
- Americké Panenské ostrovy (1)
- Andorra (6)
- Argentina (10)
- Arménie (5)
- Austrálie (10)
- Ázerbájdžán (2)
- Bělorusko (4)
- Belgie (12)
- Bosna a Hercegovina (8)
- Brazílie (2)
- Bulharsko (6)
- Kanada (20)
- Chile (13)
- Čína (6)
- Chorvatsko (18)
- Kypr (4)
- Česko (12)
- Dánsko (10)
- Estonsko (1)
- Finsko (9)
- Francie (34)
- Gruzie (5)
- Německo (20)
- Spojené království (2)
- Řecko (8)
- Haiti (2)
- Maďarsko (18)
- Island (10)
- Indie (4)
- Írán (12)
- Irsko (3)
- Izrael (4)
- Itálie (24)
- Jamajka (1)
- Japonsko (7)
- Kazachstán (5)
- Kyrgyzstán (7)
- Lotyšsko (13)
- Libanon (9)
- Lichtenštejnsko (8)
- Litva (4)
- Lucembursko (3)
- Makedonie (5)
- Malta (1)
- Mexiko (1)
- Moldavsko (2)
- Monako (2)
- Černá Hora (5)
- Nizozemsko (7)
- Nový Zéland (9)
- Norsko (10)
- Polsko (8)
- Peru (2)
- Portugalsko (2)
- Portoriko (1)
- Rakousko (37)
- Rumunsko (1)
- Rusko (17)
- San Marino (4)
- Spojené státy americké (20)
- Srbsko (8)
- Slovensko (11)
- Slovinsko (22)
- Jižní Afrika (4)
- Jižní Korea (1)
- Španělsko (3)
- Švédsko (15)
- Švýcarsko (30)
- Tchaj-wan (2)
- Ukrajina (7)
- Uzbekistán (11)

poznámky
- (x) – číslo v závorce udává počet závodníků z daného státu

## Zranění
- Lindsey Vonnová (Spojené státy americké)
 5. února v úvodním závodu Super–G utrpěla přibližně v polovině trati těžký pád, po kterém byla dopravena helikoptérou do blízké nemocnice. Přetržení křížového i mediálního postranního vazu kolena a zlomenina holenní kosti levé dolní končetiny znamenala předčasné ukončení sezóny.[12][13][14]
- Kjetil Jansrud (Norsko)
6. února v úvodním mužském závodu Super–G si při pádu přetrhl vazy v levém kolenu s následkem předčasného ukončení sezóny.[15]